# 苏珊·雷
苏珊·佩内洛普·雷（Sussan Penelope Ley，发音/ˈsuːzən ˈliː/，1961年12月14日—），原名苏珊·佩内洛普·布雷布鲁克斯（Susan Penelope Braybrooks），澳大利亚自由党籍政治人物，现任澳大利亚自由党领袖及众议院反对党领袖。在此之前，她曾任自由党及众议院反对党副领袖，并曾在托尼·阿博特、马尔科姆·特恩布尔及斯科特·莫里森政府中担任内阁部长，也曾在约翰·霍华德政府末期担任议会秘书。
苏珊·雷出生于尼日利亚卡诺市，父母为英国人，其童年在阿拉伯联合酋长国和英国度过，青少年时期迁居澳大利亚。在投身政界前，她曾在新南威尔士州奥尔伯里担任商业飞行员、农场主及公务员。2001年联邦大选中，她代表新南威尔士州地区选区法勒（Farrer）当选为澳大利亚众议院议员。
在阿博特和特恩布尔政府中，她曾出任教育助理部长（2013–2014年）、卫生部长（2014–2016年）、体育部长（2014–2017年）、老龄护理部长（2015–2016年）、卫生与老龄护理部长（2016–2017年）。由于一项与差旅费用相关的争议，她于2017年1月辞去部长职务。但在2018年8月斯科特·莫里森出任总理后重返内阁，担任区域发展与领地助理部长（2018–2019年），随后出任环境部长，直到自由党在2022年联邦大选中失利下野。
2025年联邦大选后，苏珊·雷成为自由党代理领袖，并在随后的自由党党魁选举中胜出，正式成为自由党领袖及反对党领袖，是首位担任这两个职务的女性。